# Форум українців Грузії
Некомерційна організація «Форум українців Сакартвело» (груз. საქართველოს უკრაინელთა ფორუმი) — громадська організація, офіційно зареєстрована в квітні 2015 року.

## Основні напрямки
Основними напрямками діяльності є об'єднання як етнічних українців, що проживають у Сакартвело, так і представників інших національностей, що мають українське громадянство або розділяють інтереси організації для здійснення громадської діяльності; сприяння новоприбулим громадянам України, у тому числі вимушеним переселенцям з Криму й тимчасово окупованих територій, адаптація та інтеграція в картвельський соціум; встановлення тісної взаємодії й співпраці з уже наявними українськими організаціями Сакартвело; розвиток бізнес-партнерства Сакартвело та України; здійснення багатьох інших цілей, не заборонених законодавством Сакартвело.

## Заходи
Першим значним заходом Форуму була співпраця з Картвельським культурно-освітнім центром «Іверія» м. Одеси -  ініціатором благодійного фестивалю «Україна — два серця, одна душа», що відбувся 30 травня 2015 року в м. Тбілісі. Фестиваль мав різні складові: фотовиставку, ярмарок української продукції, майстер класи для дітей і дорослих, аукціон і концертну програму. Кошти від реалізації продукції та благодійні внески були передані дітям, батьки яких загинули внаслідок бойових дій на сході України.
23 квітня 2016 року ініціювали волонтерський проєкт під назвою «Українські веснянки на Київській вулиці», він став одним з найзначніших того року. Захід відбувся за підтримки муніципалітету міста, мерії і Посольства України в Сакартвело. У ньому взяли участь майже всі українські організації. 